# Bracon diffusiventris
Bracon diffusiventris är en stekelart som beskrevs av Théobald 1937. Bracon diffusiventris ingår i släktet Bracon och familjen bracksteklar. Inga underarter finns listade.